# Eleição municipal de São Vicente (São Paulo) em 2012
A eleição municipal de São Vicente em 2012 foi o 16.º pleito eleitoral realizado na história do município. O 1.º turno ocorreu em 7 de outubro e como uma das candidaturas logrou alcançar a maioria absoluta dos votos válidos registrados, não houve a necessidade de realização de um 2.º turno, originalmente previsto para ocorrer três semanas depois, em 28 de outubro. Isso deve-se ao fato de que São Vicente possui mais de 200 000 eleitores registrados e aptos ao voto e, dessa forma, atende ao critério eleitoral definido pelo inciso II do artigo n.º 29 da Constituição Federal para a realização de um 2.º turno caso a disputa eleitoral não tenha sido decidida na etapa anterior de votação.
Segundo dados do Tribunal Superior Eleitoral, 250 125 eleitores compunham o eleitorado vicentino apto a eleger 1 prefeito, 1 vice-prefeito e 15 vereadores para a Câmara Municipal em 2012.

## Candidaturas oficiais
| Candidaturas deferidas pelo TSE para a disputa eleitoral | Candidaturas deferidas pelo TSE para a disputa eleitoral | Candidaturas deferidas pelo TSE para a disputa eleitoral | Candidaturas deferidas pelo TSE para a disputa eleitoral | Candidaturas deferidas pelo TSE para a disputa eleitoral | Candidaturas deferidas pelo TSE para a disputa eleitoral | Candidaturas deferidas pelo TSE para a disputa eleitoral                                                                                               | Candidaturas deferidas pelo TSE para a disputa eleitoral |
| N.º                                                      | N.º                                                      | Candidato(a) a prefeito(a)                               | Candidato(a) a prefeito(a)                               | Candidato(a) a vice-prefeito(a)                          | Candidato(a) a vice-prefeito(a)                          | Coligação | Situação                                                 |
| -------------------------------------------------------- | -------------------------------------------------------- | -------------------------------------------------------- | -------------------------------------------------------- | -------------------------------------------------------- | -------------------------------------------------------- | --- | -------------------------------------------------------- |
|                                                          | 11                                                       |                                                          | Luís Cláudio Bili (PP)                                   |                                                          | João da Silva (PTdoB)                                    | Mudar com Experiência PP / PRTB / PTdoB | Eleito                                                   |
|                                                          | 40                                                       |                                                          | Caio França (PSB)                                        |                                                          | Barreto (PPS)                                            | Compromisso com o Futuro PRB / PDT / PT / PTB / PMDB / PSL / PTN / PSC / PR / PPS / DEM / PSDC / PHS / PMN / PTC / PSB / PV / PRP / PSDB / PSD / PCdoB | Não eleito                                               |
|                                                          | 50                                                       |                                                          | Dr. Newton Dinamarco (PSOL)                              |                                                          | Prof.º Maykon (PSOL)                                     | Por uma São Vicente mais justa e com Igualdade PCB / PSOL                                                                                              | Não eleito                                               |
|                                                          | 54                                                       |                                                          | Tuca Barbosa (PPL)                                       |                                                          | Décio Trindade (PPL)                                     | partido isolado | Não eleito                                               |

## Pesquisas eleitorais

### Intenções de voto
| Data de realização          | Data de divulgação     | Instituto | Registro no TRE | Eleitores entrevistados | Margem de erro | Candidatos        | Candidatos             | Candidatos         | Candidatos                  | Brancos e nulos | Não sabem/Não responderam |
| Data de realização          | Data de divulgação     | Instituto | Registro no TRE | Eleitores entrevistados | Margem de erro | Caio França (PSB) | Luís Cláudio Bili (PP) | Tuca Barbosa (PPL) | Dr. Newton Dinamarco (PSOL) | Brancos e nulos | Não sabem/Não responderam |
| --------------------------- | ---------------------- | --------- | --------------- | ----------------------- | -------------- | ----------------- | ---------------------- | ------------------ | --------------------------- | --------------- | ------------------------- |
| 7 a 9 de agosto de 2012     | 10 de agosto de 2012   | IBOPE     | SP–00268/2012   | 602                     | ±4%            | 45%               | 20%                    | 1%                 | 1%                          | 17%             | 16%                       |
| 11 a 13 de setembro de 2012 | 14 de setembro de 2012 | IBOPE     | SP–00836/2012   | 602                     | ±4%            | 46%               | 33%                    | 2%                 | 1%                          | 9%              | 9%                        |
| 3 e 5 de outubro de 2012    | 5 de outubro de 2012   | IBOPE     | SP–01671/2012   | 602                     | ±4%            | 45%               | 33%                    | 1%                 | 1%                          | 8%              | 12%                       |

### Índices de rejeição
| Data de realização          | Data de divulgação     | Instituto | Registro no TRE | Eleitores entrevistados | Margem de erro | Candidatos         | Candidatos        | Candidatos             | Candidatos                  | Poderia votar em todos | Não sabem/Não responderam |
| Data de realização          | Data de divulgação     | Instituto | Registro no TRE | Eleitores entrevistados | Margem de erro | Tuca Barbosa (PPL) | Caio França (PSB) | Luís Cláudio Bili (PP) | Dr. Newton Dinamarco (PSOL) | Poderia votar em todos | Não sabem/Não responderam |
| --------------------------- | ---------------------- | --------- | --------------- | ----------------------- | -------------- | ------------------ | ----------------- | ---------------------- | --------------------------- | ---------------------- | ------------------------- |
| 7 a 9 de agosto de 2012     | 10 de agosto de 2012   | IBOPE     | SP–00268/2012   | 602                     | ±4%            | 25%                | 20%               | 22%                    | 20%                         | –                      | 27%                       |
| 11 a 13 de setembro de 2012 | 14 de setembro de 2012 | IBOPE     | SP–00836/2012   | 602                     | ±4%            | 31%                | 26%               | 21%                    | 20%                         | –                      | –                         |
| 3 e 5 de outubro de 2012    | 5 de outubro de 2012   | IBOPE     | SP–01671/2012   | 602                     | ±4%            | 33%                | 27%               | 24%                    | 23%                         | 9%                     | 21%                       |

## Resultados eleitorais

### Poder Executivo
Contrariando todos os prognósticos dados pelas pesquisas eleitorais, o candidato oposicionista Luís Cláudio Bili (PP) surpreendeu ao vencer já no 1.º turno o candidato governista Caio França (PSB), filho do ex-prefeito de São Vicente e vice-governador de São Paulo à época Márcio França (PSB) e apoiado pelo então prefeito em exercício Tércio Garcia (PSB). O prefeito eleito conquistou 92 737 votos, o equivalente a 51,42% dos votos válidos. Seu mandato à frente do Poder Executivo municipal teve início em 1 de janeiro de 2013 e foi concluído em 31 de dezembro de 2016.
| Candidatos a prefeito(a)   | Candidatos a prefeito(a)    | Candidatos a vice-prefeito(a) | Votação | Votação     |
| Candidatos a prefeito(a)   | Candidatos a prefeito(a)    | Candidatos a vice-prefeito(a) | Total   | Porcentagem |
| -------------------------- | --------------------------- | ----------------------------- | ------- | ----------- |
|                            | Luís Cláudio Bili (PP)      | João da Silva (PTdoB)         | 92 737  | 51,42%      |
|                            | Caio França (PSB)           | Barreto (PPS)                 | 84 790  | 47,01%      |
|                            | Dr. Newton Dinamarco (PSOL) | Prof.º Maykon (PSOL)          | 2 820   | 1,56%       |
|                            | Tuca Barbosa (PPL)          | Décio Trindade (PPL)          | cassado | cassado     |
| Total de votos válidos     | Total de votos válidos      | Total de votos válidos        | 180 347 | 180 347     |
| Votos apurados             |                             |                               |         |             |
| Votos válidos              | Votos válidos               | Votos válidos                 | 180 347 | 86,84%      |
| Votos em branco            | Votos em branco             | Votos em branco               | 11 412  | 5,49%       |
| Votos nulos                | Votos nulos                 | Votos nulos                   | 15 927  | 7,67%       |
| Total de votos apurados    | Total de votos apurados     | Total de votos apurados       | 207 686 | 207 686     |
| Participação do eleitorado |                             |                               |         |             |
| Comparecimentos            | Comparecimentos             | Comparecimentos               | 207 686 | 83,03%      |
| Abstenções                 | Abstenções                  | Abstenções                    | 42 439  | 16,97%      |
| Total de eleitores aptos   | Total de eleitores aptos    | Total de eleitores aptos      | 250 125 | 250 125     |
| Fonte: UOL                 |                             |                               |         |             |

### Poder Legislativo
No sistema proporcional, pelo qual são eleitos os vereadores, o voto dado a um candidato é primeiro considerado para a coligação na qual o partido faz parte. O total de votos de uma coligação é que define quantas cadeiras o partido terá. Definidas as cadeiras, os candidatos mais votados do partido são chamados a ocupá-las. Abaixo encontram-se os candidatos a vereador eleitos, reeleitos e os que ficaram como suplentes para a 16.ª legislatura, iniciada em 1 de janeiro de 2013 e concluída em 31 de dezembro de 2016.
| N.º   | Candidato(a)            | Coligação         | Votos obtidos | Porcentagem | Situação    |
| ----- | ----------------------- | ----------------- | ------------- | ----------- | ----------- |
| 40663 | Fernando Bispo          | PSB / PMDB / PMN  | 5 435         | 2,93%       | Reeleito(a) |
| 15777 | Pedro Gouvêa            | PSB / PMDB / PMN  | 4 506         | 2,43%       | Reeleito(a) |
| 40612 | Paulinho Alfaiate       | PSB / PMDB / PMN  | 4 169         | 2,25%       | Reeleito(a) |
| 40610 | Roberto Rocha           | PSB / PMDB / PMN  | 4 028         | 2,17%       | Eleito(a)   |
| 40123 | Alfredo Moura           | PSB / PMDB / PMN  | 3 998         | 2,15%       | Reeleito(a) |
| 45123 | Júnior Bozzella         | PSDB / PHS        | 3 908         | 2,11%       | Eleito(a)   |
| 40553 | Perivaldo do Gás        | PSB / PMDB / PMN  | 3 895         | 2,10%       | Eleito(a)   |
| 40640 | Gilberto do Laboratório | PSB / PMDB / PMN  | 3 650         | 1,97%       | Eleito(a)   |
| 40234 | Léo Santos              | PSB / PMDB / PMN  | 3 361         | 1,81%       | Suplente    |
| 40345 | Valter Vera             | PSB / PMDB / PMN  | 3 140         | 1,69%       | Suplente    |
| 40645 | Dr. José Eduardo        | PSB / PMDB / PMN  | 2 935         | 1,58%       | Suplente    |
| 23456 | Rafael Barreto          | PPS / DEM / PCdoB | 2 824         | 1,52%       | Eleito(a)   |
| 13611 | Jura                    | PT / PV           | 2 711         | 1,46%       | Reeleito(a) |
| 13613 | Alfredo Martins         | PT / PV           | 2 651         | 1,43%       | Eleito(a)   |
| 13000 | Zé Paulino              | PT / PV           | 2 516         | 1,36%       | Suplente    |
| 12100 | Ferrugem                | PDT / PTN / PSC   | 2 471         | 1,33%       | Reeleito(a) |
| 40400 | Dr. Palmieri            | PSB / PMDB / PMN  | 2 354         | 1,27%       | Suplente    |
| 12345 | Tiça                    | PDT / PTN / PSC   | 2 297         | 1,24%       | Suplente    |
| 14660 | Diogo Batista           | PTB / PSDC        | 2 223         | 1,20%       | Reeleito(a) |
| 13113 | Mara Valéria            | PT / PV           | 2 132         | 1,15%       | Suplente    |
| 45045 | Marcelo Correia         | PSDB / PHS        | 2 074         | 1,12%       | Reeleito(a) |
| 13500 | Emerson Santos          | PT / PV           | 1 965         | 1,06%       | Suplente    |
| 23123 | Dr. Eduardo             | PPS / DEM / PCdoB | 1 960         | 1,06%       | Eleito(a)   |